# Karl Genzken
Karl Edmund August Genzken, född den 8 juni 1885 i Preetz, Provinsen Schleswig-Holstein, Preussen, Kejsardömet Tyskland, död den 10 oktober 1957 i Hamburg, Västtyskland, var en tysk läkare och SS-Gruppenführer. Under andra världskriget var han chef för SS-sjukhuset i Berlin och direktor för Waffen-SS medicinska avdelning.
Genzken företog experiment med vaccin mot tyfus, kolera och smittkoppor på fångar i koncentrationsläger. Efter andra världskriget åtalades han vid Läkarrättegången och dömdes till livstids fängelse för krigsförbrytelser och brott mot mänskligheten. Straffet omvandlades senare till 20 års fängelse, men han frisläpptes redan år 1954.